# 68718 Сафі
68718 Сафі (68718 Safi) — астероїд головного поясу, відкритий 17 лютого 2002 року.
Тіссеранів параметр щодо Юпітера — 3,420.
Назва від міста Сафі у Марокко.